# Tour de Pologne 1949
8. edycja wyścigu kolarskiego Tour de Pologne odbyła się w dniach 22 sierpnia – 4 września 1949. Rywalizację rozpoczęło 94 kolarzy, a ukończyło 58. Łączna długość wyścigu – 1994 km.
Pierwsze miejsce w klasyfikacji generalnej zajął Francesco Locatelli (Włochy), będąc pierwszym zagranicznym kolarzem wygrywającym wyścig, drugie Marin Niculescu (Rumunia), a trzecie Kaj Allan Olsen (Dania). Dopiero siódmy był najlepszy z naszych reprezentantów Wacław Wójcik.
Był to wyścig rekordowy i wyjątkowy pod każdym względem. Organizator "Czytelnik" wzniósł się na szczyty organizacyjnych i dyplomatycznych możliwości sprowadzając aż 9 zagranicznych ekip. Rekordowa była jak dotychczas: liczba zawodników, dystans, organizacja, opieka lekarska, zainteresowanie i poziom sportowy zaproszonych zagranicznych kolarzy. Sędzią głównym był Franciszek Szymczyk.

## Etapy
| Etap      | Data        | Start - meta        | Długość (km) | Zwycięzca etapu    | Lider               |
| I etap    | 22 sierpnia | Warszawa – Łódź     | 133          | Marin Niculescu    | Marin Niculescu     |
| II etap   | 23 sierpnia | Łódź – Toruń        | 186          | Wacław Wrzesiński  | Marin Niculescu     |
| III etap  | 24 sierpnia | Toruń – Olsztyn     | 193          | Wacław Wrzesiński  | Marin Niculescu     |
| IV etap   | 25 sierpnia | Olsztyn – Gdańsk    | 193          | Frederik Ammentorp | Marin Niculescu     |
| V etap    | 27 sierpnia | Gdynia – Bydgoszcz  | 162          | Marin Niculescu    | Marin Niculescu     |
| VI etap   | 28 sierpnia | Bydgoszcz – Poznań  | 162          | Ulisse Spalazzi    | Marin Niculescu     |
| VII etap  | 29 sierpnia | Poznań – Wrocław    | 183          | Howard Clark       | Marin Niculescu     |
| VIII etap | 30 sierpnia | Wrocław – Katowice  | 187          | Aleksander Sowa    | Marin Niculescu     |
| IX etap   | 31 sierpnia | Katowice – Zakopane | 183          | Howard Clark       | Marin Niculescu     |
| X etap    | 2 września  | Zakopane – Kraków   | 110          | Kaj Allan Olsen    | Francesco Locatelli |
| XI etap   | 3 września  | Kraków – Kielce     | 120          | Kaj Allan Olsen    | Francesco Locatelli |
| XII etap  | 4 września  | Kielce – Warszawa   | 182          | Ulisse Spalazzi    | Francesco Locatelli |

## Końcowa klasyfikacja generalna

### Klasyfikacja indywidualna
| Poz. | Zawodnik            | Kraj    | Zespół  | Czas (średnia km/h)       |
| ---- | ------------------- | ------- | ------- | ------------------------- |
| 1.   | Francesco Locatelli | Włochy  | Włochy  | 60h 28' 14" (32,148 km/h) |
| 2.   | Marin Niculescu     | Rumunia | Rumunia | +00' 23"                  |
| 3.   | Kaj Allan Olsen     | Dania   | Dania   | +01' 02"                  |
| 4.   | Ulisse Spalazzi     | Włochy  | Włochy  | +08' 05"                  |
| 5.   | Constantin Sandru   | Rumunia | Rumunia | +16' 23"                  |
| 6.   | Charles Riegert     | Francja | Francja | +31' 58"                  |
| 7.   | Wacław Wójcik       | Polska  | Polska  | +34' 28"                  |
| 8.   | Marcel Lemay        | Francja | Francja | +36' 22"                  |
| 9.   | Jacques Alix        | Francja | Francja | +47' 14"                  |
| 10.  | Robert Nowoczek     | Polska  | Polska  | +51' 18"                  |

### Klasyfikacja drużynowa
| 1. | Rumunia        | 181h 55' 30" |
| 2. | Włochy         | +29' 27"     |
| 3. | Polska         | +46' 44"     |
| 4. | Francja (FSGT) | +1h 06' 00"  |
| 5. | Anglia         | +1h 25' 07"  |

### Klasyfikacja klubowa
| 1. | Ogniwo I Warszawa    | 122h 29' 59" |
| 2. | ZZK Polonia Warszawa | +1h 41' 12"  |
| 3. | Ruch Chorzów         | +2h 34' 36"  |
| 4. | Ogniwo II Warszawa   | +4h 07' 34"  |
| 5. | Gwardia Warszawa     | +5h 23' 38"  |